# Сеул-Гранд-парк
«Сеул-Гранд-парк» или, дословно, «Большой сеульский парк» (кор. 대공원역) — подземная станция Сеульского метро на ветке Квачхон Четвёртой линии. Она представлена двумя боковыми платформами. Станция обслуживается корпорацией железных дорог Кореи (Korail). Расположена в квартале Квачхон-дон (адресː 727-1 Gwacheon-dong) города Квачхон (провинция Кёнгидо, Республика Корея). На станции установлены платформенные раздвижные двери.
Станция получила название из-за расположенного поблизости паркового комплекса Большой сеульский парк (Seoul Grand Park). От станции ходят автобусные маршруты к Сеульскому музею современного искусства.
Пассажиропоток — 4 793 чел/день (на 2006 год).
Станция была открыта 1 апреля 1994 года.
Это одна из 8 станций ветки Квачхон (Gwacheon Line) Четвёртой линии, которая включает такие станцииː Сонбави, Сеул-Реискос-парк, Сеул-Гранд-парк, Квачхон, Административный комплекс Квачхона, Индоквон, Пёнчхон, Помке. Длина линии — 11,8 км.